# Ixodes pacificus
Ixodes pacificus är en fästingart som beskrevs av Cooley och Glen M. Kohls 1943. Ixodes pacificus ingår i släktet Ixodes och familjen hårda fästingar. Inga underarter finns listade i Catalogue of Life.
Arten förekommer i västra Nordamerika vid Stilla havet från nordvästra Mexiko över västra USA till sydvästra British Columbia i Kanada. En gren av utbredningsområdet går över Arizona till Utah.
Nymferna suger främst blod från ödlor och från andra smådjur. I sällsynta fall kan nymfer och vuxna honor suga blod från större ryggradsdjur, inklusive människor. Liksom hos andra fästingar kan borreliainfektion och bakterien Anaplasma phagocytophilum (eller sjukdom orsakad av nära besläktade bakterier) överföras.